# Boom Chicka Boom
| Оценки критиков | Оценки критиков |
| Источник        | Оценка          |
| --------------- | --------------- |
| Allmusic        | [ 1 ]           |
| Rolling Stone   | [ 2 ]           |
| Spin            | (favourable)    |

Boom Chicka Boom — студийный альбом американского кантри-певца Джонни Кэша, изданный 22 января 1990 года лейблом Mercury Records. 76-й альбом Кэша не занял высоких позиций в чартах. Название альбома отсылает к звуку, который, как говорят, издавала бэк-группа Кэша «The Tennessee Three», где он играл с 1954 года. В альбом вошли кавер-версия песни Гарри Чапина «Cat’s in the Cradle» и песня, написанная Элвисом Костелло для Кэша, «Hidden Shame». Песня «Don’t Go Near the Water» — это перезаписанная версия, а её оригинал был записан для альбома Ragged Old Flag (1974). В ней обсуждается проблема загрязнения окружающей среды. В 2003 году Mercury выпустил Boom Chicka Boom в паре с Johnny Cash Is Coming to Town на одном компакт-диске, хотя бонус-трек «Veteran’s Day» был исключен. Песни «Farmer’s Almanac» и «Cat’s in the Cradle» были выпущены в качестве синглов, но не попали в чарт Hot Country Songs; сам альбом, однако, достиг № 48 в кантри-чартах. В альбоме звучит бэк-вокал старой бэк-группы Элвиса Пресли The Jordanaires (которая также помогала Кэшу на его ранних записях на Columbia в конце 1950-х), а также матери Кэша.

## История
В Allmusic написали, что Boom Chicka Boom — одна из тех пластинок Джонни Кэша, которая затрагивает все: и безумие пребывания за кулисами концерта Вилли Нельсона, и захватывающий кавер на «Family Bible» (с мамой Кэша на бэк-вокале), и «Cat’s in the Cradle» Гарри Чапина (в стиле Tennessee Three), и специально подобранную «Hidden Shame» (написанную для Кэша Элвисом Костелло). Но именно песни самого Кэша делают эту пластинку достойной: смешная и пронзительная «A Backstage Pass», солидная блюзовая мораль «Farmer’s Almanac», зажигательный гимн защитников окружающей среды «Don’t Go Near the Water» и «I Love You, Love You». Песня «Harley», написанная Чиком Рейнсом и Майклом Мартином Мерфи, создана для такого певца, как Кэш, и рассказывает о дауне, вся жизнь которого состояла из работы на конвейере — до одного из тех волшебных моментов, когда делается выбор, что-то обменивается на что-то приобретённое, и то, что потеряно, становится собственным приобретением.

## Отзывы
Альбом получил умеренные отзывы музыкальной критики и интернет-изданий. Том Джурек из Allmusic написал, что «Здесь больше рока, и больше кантри, чем Вилли, и хотя треки складываются в прекрасную пластинку, ей не хватает свободы, присущей Johnny Cash Is Coming to Town, отчасти потому, что продюсер Боб Мур — не „Ковбой“ Джек Клемент, а отчасти потому, что здесь нет семьи, друзей и постоянной дорожной группы, благодаря которым предыдущая пластинка была так похожа на „руки в перчатках“. Студийные коты, такие как Реджи Янг, Харгус Робинс и Рой Хаски-младший, — прекрасные игроки, и они хорошо работают с Кэшем, но они не заставляют его погружаться в эти песни так глубоко, как он мог бы. Так что это хорошая запись, но не великая». Диск вошёл в чарт кантри-альбомов Billboard Top Country Albums на 48-м месте, а его синглы и другие песни не попали в чарт Hot Country Songs.

## Список композиций
| №   | Название                                                    | Автор(ы)                                 | Длительность |
| --- | ----------------------------------------------------------- | ---------------------------------------- | ------------ |
| 1.  | «A Backstage Pass»                                          | Johnny Cash                              | 3:23         |
| 2.  | «Cat's in the Cradle»                                       | Harry Chapin, Sandy Chapin               | 3:18         |
| 3.  | «Farmer's Almanac»                                          | Johnny Cash                              | 3:48         |
| 4.  | «Don't Go Near the Water»                                   | Johnny Cash                              | 2:29         |
| 5.  | «Family Bible»                                              | Walt Breeland, Paul Buskirk, Claude Gray | 2:49         |
| 6.  | «Harley»                                                    | Michael Martin Murphey, Chick Rains      | 4:09         |
| 7.  | «I Love You, Love You»                                      | Johnny Cash                              | 2:54         |
| 8.  | «Hidden Shame»                                              | Elvis Costello                           | 3:59         |
| 9.  | «Monteagle Mountain»                                        | Richard McGibony                         | 3:12         |
| 10. | «That's One You Owe Me»                                     | Jim Elliott, Mark D. Sanders             | 3:01         |
| 11. | «Veteran's Day» (бонусный трек на европейском релизе на CD) | Tom Russell                              | 2:58         |

## Чарты

### Альбом (еженедельные чарты)
| Чарт (1990)                        | Высшая позиция |
| ---------------------------------- | -------------- |
| США (Billboard Top Country Albums) | 48             |